# وایت ماونتین لیکس استیتس (آریزونا)
وایت ماونتین لیکس استیتس (به انگلیسی: White Mountain Lakes Estates) یک منطقهٔ مسکونی در ایالات متحده آمریکا است که در شهرستان ناواهو، آریزونا واقع شده‌است. وایت ماونتین لیکس استیتس ۶۳٫۰۶ کیلومتر مربع مساحت و ۲٬۸۸۲ نفر جمعیت دارد و ۱٬۸۴۳٫۱۵ متر بالاتر از سطح دریا واقع شده‌است.